# Corts de Tortosa (1225)
Les Corts de Tortosa van ser convocades a l'abril de 1225, a Tortosa pel rei Jaume el Conqueridor per tractar la conquesta feudal de les terres de l'al-Àndalus al sud del seu regne. La seva importància jurídica rau en el fet que van ser part del període de naixement d'una nació, així com de la formació i expansió d'un estat entre 785 i 1412. Tot i que anteriorment durant el regnat d'Alfons VIII de Castella el 1169 ja s'havien celebrat unes corts a Burgos, la primera referència a Espanya d'ús del terme «cort» apareix registrada a la documentació dels ordenaments d'aquesta assemblea sota el nom català de corts. Una de les imposicions que Jaume va aprovar en elles, va ser el pagament al bisbe de 120 sous en moneda de duplo a tots aquells que trenquessin el tractat de Pau i Treva.